# Ерол Мюмюн
Ерол Емин Мюмюн е български банков служител и политик от ДПС, кмет на община Кърджали (от 2023 г.). Бил е общински съветник от ДПС в Кърджали в периода от 2015 до 2019 г.

## Биография
Роден е на 25 май 1979 г. в град Кърджали, Народна република България. Завършва магистратура по управление на човешки ресурси в УНСС. Баща на две деца.
Постъпва на работа като експерт в Агенцията за държавни вземания, впоследствие заема различни експертни длъжности в РЗОК – Кърджали. В продължение на 15 години заема различни позиции в банковия сектор. През 2016 г. става директор на „Търговска банка Д“ в Кърджали.

## Политическа дейност
В периода 2015 – 2019 г. е общински съветник от ДПС в Кърджали, където е председател на постоянната комисия по бюджет и финанси.
На местните избори през 2023 г. е кандидат за кмет от ДПС на община Кърджали, като печели на първи тур с 15 588 гласа (или 60,25%).